# Bassari (langue)
Pour les articles homonymes, voir Bassari.
Le bassari, aussi appelé onyan, est la langue parlée par les Bassaris dont le territoire est partagé entre le Sénégal et la de Guinée.
Le bassari est aussi appelé : basari, tenda basari, biyan, onëyan, onian, ayan, wo.

## Population
Cette langue, parfois aussi appelée tenda, est utilisée par environ 17 910 personnes, principalement dans la région de Koundara, Youkounkoun et Kédougou, mais aussi par quelques Bassaris « émigrés » dans les centres urbains de Dakar, Tambacounda et Conakry.
La langue bassari est apparentée à la langue coniagui, utilisée aussi à Koundara et Youkounkoun.

## Écriture
L’onyan est écrit avec l’alphabet latin.
Au Sénégal, un décret de 2005 règlemente l’orthographe de l’onyan,.
| Majuscules | A | B | Ɓ | C | D | Ɗ | E | Ë | F | G | H | I | J | K | L |
| Minuscules | a | b | ɓ | c | d | ɗ | e | ë | f | g | h | i | j | k | l |
| Majuscules | M | N | Ñ | Ŋ | O | P | R | S | Ŝ | T | U | W | Y | Ƴ |   |
| Minuscules | m | n | ñ | ŋ | o | p | r | s | ŝ | t | u | w | y | ƴ |   |

- ĥ, ŵ, ŷ, ou alternativement h̃, w̃, ỹ[3], note les consonnes h, w, y nasalisées
- Lorsque les voyelles e et o sont ouvertes, elles portent l’accent aigu : é, ó.

En Guinée, l’onyan est écrit avec l’alphabet national guinéen.
| Minuscules | A | B  | Ɓ | C | D  | Ɗ | Ǝ | E | Ɛ  | F  | G  | Gw  | H  | Hw |
| Minuscules | a | b  | ɓ | c | d  | ɗ | ǝ | e | ɛ  | f  | g  | gw  | h  | hw |
| Majuscules | I | J  | Ɉ | K | Kw | L | M | N | Nb | Nd | Ng | Ngw | Nj | Ɲ  |
| Minuscules | i | j  | ɉ | k | kw | l | m | n | nb | nd | ng | ngw | nj | ɲ  |
| Majuscules | Ŋ | Ŋw | O | Ɔ | P  | R | S | Ʃ | T  | U  | V  | W   | Y  | Ƴ  |
| Minuscules | ŋ | ŋw | o | ɔ | p  | r | s | ʃ | t  | u  | v  | w   | y  | ƴ  |